# Cantó d'Anglure
El cantó d'Anglure és un cantó francès del departament del Marne, situat al districte d'Épernay. Té 18 municipis i el cap és Anglure.

## Municipis
- Allemanche-Launay-et-Soyer
- Anglure
- Bagneux
- Baudement
- La Celle-sous-Chantemerle
- La Chapelle-Lasson
- Clesles
- Conflans-sur-Seine
- Esclavolles-Lurey
- Granges-sur-Aube
- Marcilly-sur-Seine
- Marsangis
- Saint-Just-Sauvage
- Saint-Quentin-le-Verger
- Saint-Saturnin
- Saron-sur-Aube
- Villiers-aux-Corneilles
- Vouarces

## Història
| Data d'elecció                           | Identitat         | Partit                      | Qualitat |
| ---------------------------------------- | ----------------- | --------------------------- | -------- |
| 1945-1970                                | Virgile Henry     | SFIO, després Divers gauche |          |
| 1970-1988                                | Maurice Mestre    | PCF                         |          |
| 1988-1992                                | Jean-Michel Gaudy | PS                          |          |
| 1992-                                    | Daniel Grosbety   | PS                          |          |
| les dades anteriors no són pas conegudes |                   |                             |          |
|                                          |                   |                             |          |

## Demografia
| A partir de 1990: Població sense dobles comptes |